# Accountantskamer
De Accountantskamer is een Nederlandse tuchtrechtelijke instantie die klachten tegen accountants beoordeelt.
In de Wet tuchtrechtspraak accountants werd de Accountantskamer opgericht. Dit tuchtrecht geldt voor registeraccountants en accountants-administratieconsulenten aangesloten bij de Koninklijke Nederlandse Beroepsorganisatie van Accountants (KNBA). Het tuchtrecht is van toepassing op iedere beroepsbeoefenaar die is ingeschreven in het accountantsregister, dus ook op overheidsaccountants, interne accountants en accountants in business die werkzaam zijn als CFO, controller, consultant of andere functies in de financiële sector of een andere financieel-administratieve functie.
De Accountantskamer beoordeelt sinds 1 mei 2009 klachten over accountants ten aanzien van de uitoefening van hun beroep. Het gaat dan om gedragingen (handelen of nalaten) die in strijd met de wet of de gedrags- en beroepsregels en om gedragingen die in strijd zijn met het belang van een goede uitoefening van het accountantsberoep. De klacht wordt behandeld door een meerderheid van leden uit de rechterlijke macht, aangevuld met een of meer accountantsleden.
Niet alleen de klant kan een klacht indienen tegen een individuele accountant, maar ook anderen, zoals de beroepsorganisatie NBA of de Autoriteit Financiële Markten. Klachten tegen een accountantsorganisatie worden niet behandeld door de Accountantskamer.
De Accountantskamer is gevestigd in Zwolle en houdt zitting in het gebouw van de rechtbank Overijssel aldaar. Tegen uitspraken kan hoger beroep worden ingesteld bij het College van Beroep voor het bedrijfsleven.

## Drempel
Een ieder kan klagen en zijn eigen zaak voor de Accountantskamer bepleiten. Er is geen verplichte procesvertegenwoordiging door een advocaat. Het griffierecht bedraagt 70 euro en wordt terugbetaald als de klacht gegrond wordt verklaard. Incidenteel leidt deze lage drempel ertoe dat de aangeklaagde accountant het gevoel heeft dat de klager misbruik maakt van het tuchtrecht en geleid wordt door andere motieven dan een vermoeden van tuchtrechtelijk verwijtbaar handelen of nalaten van de accountant.

## Openbaarheid
De zittingen van de Accountantskamer zijn openbaar en worden gewoonlijk bijgewoond door verslaggevers die over de zittingen berichten in de pers. Dat gebeurt meestal in geanonimiseerde vorm, maar in zaken die al algemeen bekend zijn wordt daarvan afgeweken en worden man en paard genoemd. De Accountantskamer kan bepalen dat de behandeling van een zaak geheel of gedeeltelijk met gesloten deuren plaatsvindt, maar dat is nog nauwelijks gebeurd en verzoeken daartoe worden al snel afgewezen. Een van de weinige zaken die gedeeltelijk achter gesloten deuren is behandeld betreft ECLI:NL:TACAKN:2011:YH0209, een zaak met het Openbaar Ministerie (Functioneel Parket) als klager. Alle uitspraken van de Accountantskamer worden gepubliceerd  op een website van de overheid (zie externe links onderaan) en zijn daar voor iedereen na te lezen.

## Kamers
Vrijwel alle zaken worden behandeld door de grote meervoudige kamer en die bestaat dan uit drie rechterlijke leden en twee accountantsleden en in totaal dus uit vijf rechters.
Een enkele keer wordt een zaak behandeld door de kleine meervoudige kamer en die bestaat dat dan uit twee rechterlijke leden een één accountantslid. Het ligt voor de hand dat de kleine meervoudige kamer alleen kleine en eenvoudige zaken behandelt. Ook komt het voor dat de grote meervoudige kamer een zaak doorverwijst naar de kleine meervoudige kamer. Bijvoorbeeld in de zaak ECLI:NL:TACAKN:2010:YH0031 waar het in feite ging om een huurgeschil dat niet tot een minnelijke oplossing kon worden gebracht. Ook de wrakingskamer is een kleine kamer van drie personen. Zie bijvoorbeeld de zaak ECLI:NL:TACAKN:2015:117.

## Vereenvoudigde procedure
Indien naar het oordeel van de voorzitter van de Accountantskamer een klacht kennelijk niet ontvankelijk, kennelijk ongegrond of van onvoldoende gewicht is, kan de voorzitter de zaak zonder zitting afdoen. Ook indien naar het oordeel van de voorzitter van de accountantskamer een klacht gegrond is, maar geen andere tuchtmaatregel dan een waarschuwing, berisping of een geldboete dient te worden opgelegd, kan de voorzitter na de betrokken accountant te hebben gehoord, de zaak zonder zitting afdoen. De klager en/of de betrokken accountant kunnen hiertegen in verzet komen en dan wordt de zaak alsnog volgens de normale procedure behandeld.

## Procesreglement
De procedure bij de Accountantskamer is nader uitgewerkt in het procesreglement en dat is o.a. beschikbaar via de website van de Accountantskamer. Het gaat om in totaal 27 artikelen die de procedure in detail beschrijven. Een opvallende bepaling in het procesreglement is artikel 13 lid 2 dat de betrokken accountant verplicht om in het verweerschrift en of bij zijn verweer ter zitting de Accountantskamer in te lichten of en zo ja hoe, hij ter zake van de hem verweten gedragingen kort gezegd de fundamentele beginselen uit de gedrags- en beroepsregels voor accountants heeft nageleefd en op welke wijze daarvan aantekening in het accountantsdossier is gehouden. Deze bepaling onderstreept het belang van de fundamentele beginselen.

## Ambtshalve voortzetting
Het kan gebeuren dat een klacht wordt ingetrokken door de klager. Bijvoorbeeld als er een regeling wordt getroffen tussen de accountant en de klager. Als de klacht wordt ingetrokken voordat de Accountantskamer uitspraak heeft gedaan, is het toch mogelijk dat de behandeling van de klacht wordt voortgezet. Als de Accountantskamer van oordeel is dat het algemeen belang bij een goede beroepsuitoefening in het spel is, kan zij bepalen dat de behandeling van de klacht moet worden voortgezet, als ware de klacht afkomstig van de Autoriteit Financiële Markten (AFM) en de voorzitter van de Koninklijke Nederlandse Beroepsorganisatie van Accountants (Koninklijke NBA). Een voorbeeld van een ambtshave voortzetting betreft de zaak ECLI:NL:TACAKN:2014:101. Dit betreft een klacht van SOBI / Pieter Lakeman tegen KPMG i.v.m. de controle van Weyl. Lakeman had de klacht ingetrokken in het kader van een schikking met KPMG. Maar de Accountantskamer vindt het algemeen belang van de zaak daarvoor te groot en laat de zaak voortzetten door de AFM.
Sommige juristen pleiten ervoor om de mogelijkheid van ambtshalve voortzetting uit de wet te schrappen.  Zij stellen dat als de Accountantskamer beslist dat een klacht in weerwil van de wens van de klager moet worden doorgezet, zij de rol betrekt van de klager in een procedure waar zij vervolgens zelf een beslissing moet nemen. De onwenselijkheid van die constellatie is duidelijk. De rechter moet dan eerst besluiten dat een klacht zo belangrijk is dat hij moet worden behandeld, en daar vervolgens een oordeel over vellen. Herhaald gebruik van dit middel zou bovendien de acceptatie van de Accountantskamer als onafhankelijke rechter door de beroepsgroep onder druk zetten. In praktische termen maakt de bepaling bovendien het treffen van schikkingen heel erg lastig, hetgeen maatschappelijk gezien een onwenselijke consequentie zou zijn en zoals ook uit de hiervoor genoemde zaak Lakeman/KPMG blijkt.

## Benoemingen en vacatiegelden
De voorzitter, de leden, de plaatsvervangende leden en de secretaris van de Accountantskamer worden op voordracht van de Minister van Financiën bij koninklijk besluit benoemd voor een periode van zes jaren.
De accountantsleden ontvangen voor hun inzet een vacatiegeld. Het vacatiegeld, bedoeld in artikel 19, derde lid, van de Wet tuchtrechtspraak accountants bedraagt per zitting een bedrag dat gelijk is aan de vergoeding die ingevolge artikel 9, tweede lid, van de Wet rechtspositie rechterlijke ambtenaren geldt voor raadsheren-plaatsvervangers. Volgens artikel 6a van het Besluit rechtspositie rechterlijke ambtenaren derhalve vanaf 01-01-2019 een bedrag van € 387 per zitting en waarbij meerdere zittingen op een dag samen als één zitting worden beschouwd. In vergelijking met de commerciële verdiencapaciteit van de accountantsleden is dit een vrij gering bedrag en de bereidheid van accountants om zitting te nemen komt dan ook voort uit intrinsieke motivatie om een bijdrage te leveren aan het beroep en het publieke belang en met steun vanuit de organisaties waar zij werkzaam zijn.

## Jaarverslag
Ingevolge artikel 21c van de Wet tuchtrechtspraak accountants stelt de Accountantskamer jaarlijks een jaarverslag op en zendt dit voor 1 april aan de Ministers van Financiën en Justitie. De Minister van Financiën kan regels stellen ten aanzien van de inhoud van het jaarverslag. De jaarverslagen worden niet meer openbaar gemaakt via de website van de Accountantskamer. Het enige en laatste jaarverslag dat dat daar is opgenomen is het jaarverslag over 2011.